# Meristomeringina aka
Meristomeringina aka är en tvåvingeart som beskrevs av Norman E. Woodley 1987. Meristomeringina aka ingår i släktet Meristomeringina och familjen vapenflugor.
Artens utbredningsområde är Kongo. Inga underarter finns listade i Catalogue of Life.